# Gare d’Essonnes - Robinson
Gare d’Essonnes - Robinson vasútállomás és RER állomás Franciaországban, Corbeil-Essonnes településen.

## Vasútvonalak
Az állomást az alábbi vasútvonalak érintik:
- Corbeil-Essonnes-Montereau-vasútvonal

## Kapcsolódó állomások
A vasútállomáshoz az alábbi állomások vannak a legközelebb:
- Gare de Corbeil-Essonnes (Gare de Creil, D RER-vonal)
- Gare de Villabé (Gare de Melun, D RER-vonal)

## Lásd még
- Franciaország vasútállomásainak listája
- A RER állomásainak listája